# Bobbie Traksel
Bobbie Traksel (Tiel, 3 de noviembre de 1981) es un exciclista neerlandés. Profesional entre 2001 y 2014, consiguió su mayor éxito al ganar la Kuurne-Bruselas-Kuurne en 2010. Trabaja como comentarista de ciclismo en neerlandés para las retransmisiones de Eurosport en Países Bajos y Bélgica.

## Palmarés
2000 (como amateur)
- Tour de Flandes sub-23
- Zuid Oost Drenthe Classic

2002
- Veenendaal-Veenendaal
- 1 etapa de la Vuelta a Sajonia
- 1 etapa de la Ster Elektrotoer

2004
- Tour de Frise (ex-aequo con 21 ciclistas)

2007
- 1 etapa de la Boucles de la Mayenne

2008
- Tres Días de Flandes Occidental, más 1 etapa
- 1 etapa de la Vuelta a Extremadura
- Gran Premio del 1 de Mayo
- 1 etapa del Tour de Olympia

2010
- Kuurne-Bruselas-Kuurne